# Centrolene hesperium
Centrolene hesperium is een kikkersoort uit de familie glaskikkers (Centrolenidae). Deze werd voor het eerst wetenschappelijk beschreven door John E. Cadle en Roy W. McDiarmid in 1990.
De soort werd ontdekt nabij bergrivieren in de wouden aan de westelijke zijde van de Andes in Peru, op een hoogte van ongeveer 1500 tot 1800 meter in de provincie Cajamarca.
De kikkers zijn licht bladgroen van kleur op de rugzijde, geelachtig op de buik. Daartussen loopt een bleke streep over de zijkant van het lichaam. Op de rug en de bovenzijde van de ledematen en de kop bevinden zich bleekgroene stipjes. Volwassen mannetjes zijn 23 tot 27 mm lang (snuit tot anus); vrouwtjes 24 tot 29 mm. De vrouwtjes leggen hun groenwitte eitjes op de bovenzijde van bladeren die over het water hangen.